# 徳島市富田小学校
徳島市富田小学校（とくしまし とみたしょうがっこう）は、徳島県徳島市中央通三丁目にある公立小学校。

## 沿革
- 1873年 - 稚松小学校を創立。
- 1875年 - 現在の位置に抽栄小学校を開校し弓町に長勁小学校を開校。
- 1881年 - 東富田小学校を富田小学校と改称。
- 1886年 - 東富田尋常小学校と改称。
- 1932年 - 徳島市富田尋常小学校と改称。
- 1941年 - 徳島市富田国民学校と改称。
- 1947年 - 徳島市富田小学校と改称。

## 基礎データ
最寄駅
- JR阿波富田駅

## 通学区域が隣接している学校
- 徳島市新町小学校
- 徳島市内町小学校
- 徳島市昭和小学校
- 徳島市八万小学校

## 関連学校
- 徳島市富田幼稚園
- 徳島市富田中学校